# Исла-дель-Соль
Исла-дель-Соль (исп. Isla del Sol — «остров Солнца») — остров на озере Титикака, принадлежащий Боливии. Расположен к северо-западу от города Копакабана. Является продолжением полуострова Копакабана, вытянутого в северо-западном направлении. Восточнее расположен Исла-де-ла-Луна (остров Луны). С горного хребта острова Исла-дель-Соль открывается великолепный вид. Административно относится к провинции Манко-Капак в департаменте Ла-Пас.
Остров обитаемый. На остров Исла-дель-Соль ходят моторные лодки и суда из Копакабаны. На острове отсутствуют транспорт и автомобильные дороги. Основу экономики составляют сельское хозяйство (разводят лам и альпака, рыбная ловля и туризм. В районе полуострова Копакабана и на острове Исла-дель-Соль расположены месторождения антрацита, разработка которых нерентабельна.
Здесь находятся руины, большинство которых датируются XV веком. Для идеологического подтверждения своего господства инки основали богатые храмы на островах озера Титикака. По преданию остров является местом, где людям явился первый Инка, основатель империи инков, Манко Капак и его жена Мама Оклло.